# 진씨 (백제)
진씨(眞氏)는 백제의 성씨이자 백제의 유력 가문인 대성팔족 중 하나이다.
이들은 또 다른 대성팔족의 가문인 해씨와 함께 여러 왕비을 배출해냈으며 덕분에 백제내에서 진씨들이 고위직을 차지하게 되었다.
백제 후기의 의자왕 왕족의 직계손이 정국을 장악하게 되면서 중앙귀족으로서의 지위를 상실하고 지방세력으로 전락하게 되었다.
야마토 시대 일본에서는 왕실 구성원을 "마히토 "(眞人, 真人/진인)라고 불렀으며며 많은 학자들은 이 사실을 바탕으로 백제 진씨 일족과 일본과의 연관성을 추정하고 있다.

## 상세
다루왕 10년에 우보에 임명된 북부(北部) 진회(眞會)로 처음 등장한다. 다음은 초고왕 49년에 나오는 북부 진과(眞果)이다. 이들 모두 북부에 속하였는데 백제는 오부체제를 편제할 때 한강이북의 일정 지역을 기반으로 한 세력들을 북부로 편제하였다. 그런데 한강 이북지역에는 예계 집단의 거주지였으므로 진씨는 예족으로부터 출자한것으로 추정된다.
진씨 세력은 해씨와 더불어 왕비족으로서 국정의 운영에 막강한 영향력을 행사해온 전통귀족으로 아신왕대까지 중요 관직을 장악하고 있었으나, 전지왕대부터 삼근왕 초기까지는 해씨 세력에게 정국의 주도권을 일시 상실하고, 삼근왕 2년 해구의 난을 제압하는데에 주도적 역할을 하면서 재등장하게 된 것으로 파악하여 왔다.

## 같이 보기
- 대성팔족
- 백제의 종족구성
- 해씨 (백제)
- 백제
- 근구수왕
- 침류왕
- 진사왕
- 아신왕